# Erik M. Poulsen
Erik Mellentin Poulsen (* 14. Juli 1900 in Vordingborg, Seeland; † 12. Januar 1985) war ein dänischer Fischereibiologe und Karzinologe. Sein Forschungsschwerpunkt galt den pelagischen Ostrakoden.

## Leben
Poulsen arbeitete ab 1920 beim Dänischen Komitee für Fischerei- und Meeresforschung (Kommissionen for Danmarks fiskerei- og havundersøgelser) und nahm an zahlreichen Reisen auf Fischereischiffen teil, unter anderem an Bord des Forschungsschiffes Dana. 1930 wurde er mit der Dissertation Biological investigations upon the cod in Danish waters über den Kabeljau in dänischen Gewässern an der Universität Kopenhagen zum Doktor promoviert. Im selben Jahr wurde er der engste Mitarbeiter von Harald Blegvad, dem Direktor der Dansk biologisk Station. Nach Blegvards plötzlichem Tod im Jahr 1951, wurde die dänische Fischereiforschung unter einer einzigen Direktion zusammengefasst, wobei Poulsen nicht für einen Posten berücksichtigt wurde. Er wurde stattdessen Generalsekretär der International Convention for the Northwest Atlantic Fisheries (ICNAF, Internationale Kommission für die Fischerei im Nordwestatlantik), die ihren Sitz in Halifax, Nova Scotia, hat. 1963 trat er aus familiären Gründen von seinem Amt zurück. In der Folgezeit arbeitete er als Fischereiberater für die FAO in Kolumbien und Chile. In den 1960er Jahren leitete er sieben Jahre lang in Zusammenarbeit mit dem Forscher Torben Wolff eine Reihe von dreimonatigen UNESCO-Sonderkursen in Meeresbiologie, die in Dänemark für fortgeschrittene Studenten aus Entwicklungsländern abgehalten wurden.
Poulsens wissenschaftliche Veröffentlichungen befassen sich mit Fischereibiologie, Fischen und Krebstieren. Er schrieb ausführlich über Taxa, Fluktuationen, Biologie und andere Aspekte kommerziell genutzter Fischarten, insbesondere Kabeljau, Schellfisch, Atlantischer Hering, Sprotten, Scholle und Kliesche, im Übergangsbereich zwischen Nord- und Ostsee.
Seine Beiträge über die Bedeutung verschiedener wirbelloser Tiere für die Fischerei bilden den Übergang zu seinen Veröffentlichungen über Krebstiere. Solche Arbeiten befassen sich mit größeren Bodentieren im Limfjord (1951), der Nordseegarnele und der Strandkrabbe (1922), dem Europäischen Hummer (1927) sowie dem Kaisergranat und der Eismeergarnele (1945 und 1970). Hauptsächlich auf der Grundlage der umfangreichen jährlichen Fischereiforschungssammlungen behandelte er detailliert die Verbreitung von Rankenfußkrebsen (1935), Thalassinidea (1940), Krabben (1949) und des Kabeljau-Parasiten Clavella uncinata (1939) in dänischen Gewässern. Mehr als ein Dutzend Abhandlungen sind den Entomostraca (ehemalige Bezeichnung für Süßwasserkrebstiere, die nicht zu den Höheren Krebsen gehören) gewidmet, die er in den Publikationen The Zoology of East Greenland (1940), Zoology of the Faroes (1929) und Zoology of Island (1939) behandelte, wobei letztere hauptsächlich auf seiner Sammelreise nach Island im Jahr 1923 basierte.
1928 erschien in deutscher Sprache die Publikation Faunistische und biologische Untersuchungen über die Cladocerafauna von Danmark, in der Poulsen die klassischen Arbeiten von Otto Friedrich Müller und P. E. Müller über die Gattung Daphnia in Dänemark fortsetzte. 1940 erschien Biological remarks on Lepidurus arcticus Pallas, Daphnia pulex De Geer and Chydorus sphaericus O. F. M. In East Greenland über die Ontogenese, Vermehrung und Variation bei Lepidurus arcticus und zwei Daphnien aus Ostgrönland.
Als Karzinologe widmete sich Poulsen vor allem den ozeanischen Ostrakoden. Mit nahezu 60 Jahren begann er mit der Bearbeitung der enormen Sammlungen der Unterklasse Myodocopa, die während der Dana-Weltumsegelung in den Jahren 1928 bis 1930 zusammengetragen wurden, sowie von früheren Forschungsreisen der Dana. Das Werk wurde in den Jahren 1962 bis 1973 als Dana Reports unter den Nummern 57, 65, 75 und 84 veröffentlicht. Im Jahr 1977 ergänzte er diese Berichte durch eine Übersicht über die Biogeographie, die vertikale Verbreitung und die täglichen Wanderungen.
Zwei Jahre vor seinem Tod erlitt Poulsen einen Schlaganfall, der ihn teilweise lähmte.

## Dedikationsnamen
Nach Poulsen sind die Ostrakoden Archiconchoecetta poulseni Deevey, 1978, Leuroleberis poulseni (Moguilevsky & Ramirez, 1970) Kornicker, 1981, Macrocypridina poulseni Martens, 1979, Paramekodon poulseni Kornicker, 1968 und Synasterope poulseni (Hartmann, 1974) benannt.